# WTA Finals 2019

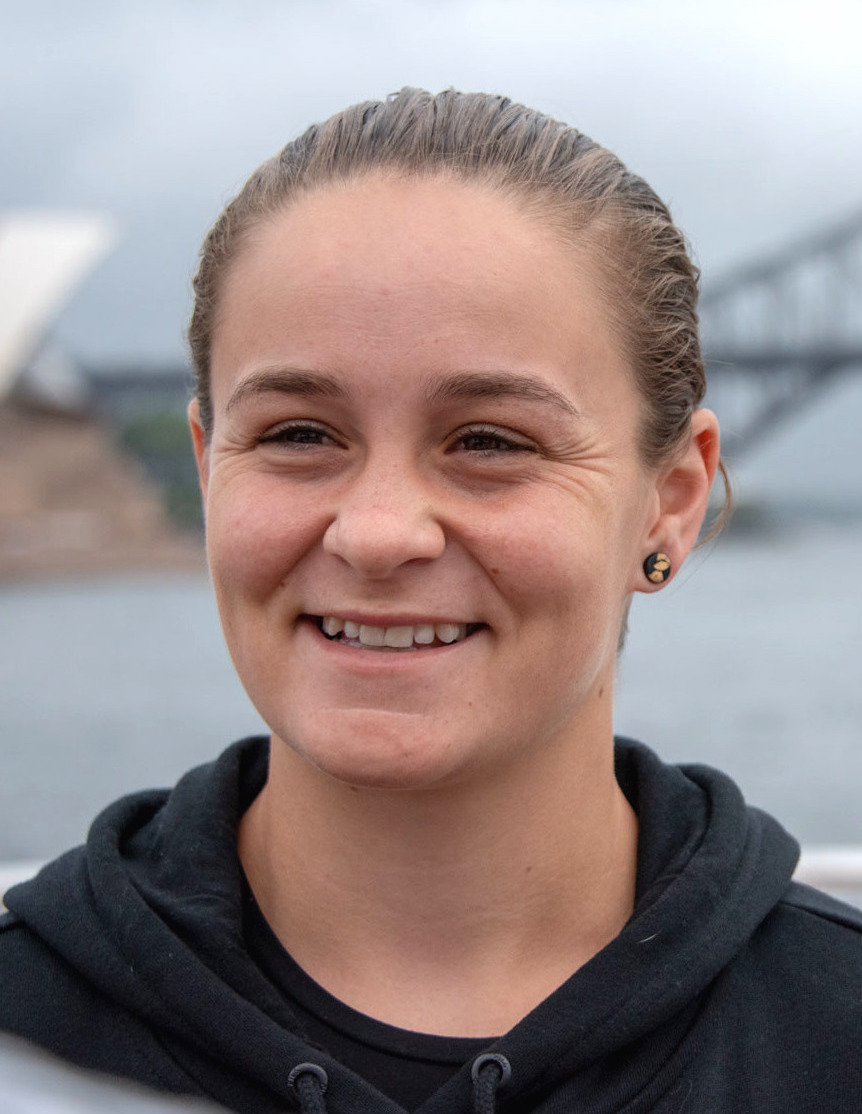
Winnares in het enkelspel, Ashleigh Barty

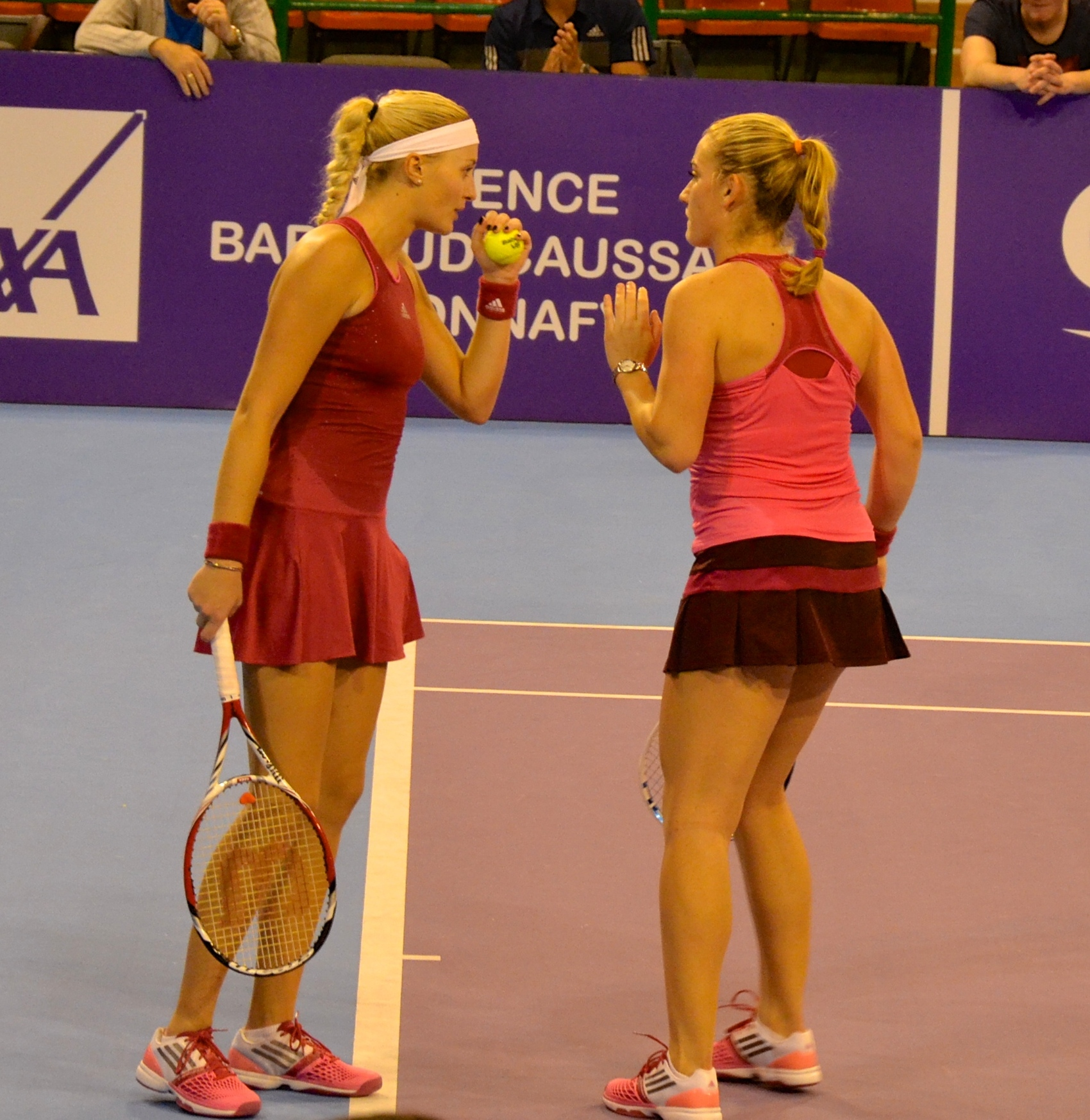
Winnaressen in het dubbelspel, Kristina Mladenovic (li) en Tímea Babos

Het eindejaarstoernooi WTA Finals van 2019 werd gespeeld van zondag 27 oktober tot en met zondag 3 november 2019. Het tennistoernooi vond plaats in de Chinese stad Shenzhen. Het was de 49e editie van het toernooi, voor de eerste keer in Shenzhen. Er werd gespeeld op hardcourt-binnenbanen in het Shenzhen Bay Sports Centre.
Net als het vorige jaar werd het enkelspeltoernooi gespeeld met acht deelnemers, en het dubbelspeltoernooi met acht koppels. In het enkelspeltoernooi wordt sinds 2003 gestart met een groepsfase. Het dubbelspeltoernooi, dat drie jaar lang met een reguliere eerste ronde met afvalwedstrijden werd gespeeld, werd voor het eerst sinds 2015 weer in een groepsfase gespeeld. Geen enkele speelster nam zowel aan het enkel- als aan het dubbelspeltoernooi deel, hoewel Ashleigh Barty (de nummer één bij het enkelspel) op de reservebank zat bij het dubbelspel, samen met Viktoryja Azarenka.
De aanvangsdatum viel, evenals het vorige jaar, op zondag. Daaraan voorafgaand werd het Future Stars-toernooi gespeeld, waarin 56 jonge speelsters uit 24 landen, voornamelijk in de regio Azië/Pacific maar ook Canada, Verenigd Koninkrijk en Verenigde Staten, de strijd aanbonden in twee leeftijdscategorieën: onder 14 jaar en onder 16 jaar. Winnares bij de zestienjarigen werd de Amerikaanse Reese Brantmeier, die op zondag 27 oktober de finale won van de Canadese Annabelle Xu.
In deze editie van de WTA Finals werd het hoogste prijzengeld ooit uitgedeeld aan de winnaressen bij zowel het enkelspel als het dubbelspel, mits zij ongeslagen kampioen zouden worden. Dit record geldt voor de mannen en de vrouwen – dit betekent dat de winnares meer won dan een man of vrouw ooit verdiend heeft. Dit record stond hiervoor op naam van het US Open 2019, met $3.850.000.
De winnares in het enkelspel zou minimaal $4.115.000 winnen (als zij de groepsfase met één zege zou doorkomen) en maximaal $4.725.000 (als zij ongeslagen kampioen zou worden). De winnaressen van het dubbelspel wonnen gezamenlijk $1.000.000 omdat zij het toernooi ongeslagen wonnen – ook dit was een record in het dubbelspel. Het minimale prijzengeld voor het winnende team was $900.000.

## Toernooisamenvatting
Enkelspel
Titelverdedigster Elina Svitolina uit Oekraïne was het achtste reekshoofd. Zij bereikte wel de finale, maar wist haar titel niet te verlengen.
De als eerste geplaatste Australische Ashleigh Barty won het toernooi. In de finale versloeg zij Elina Svitolina in twee sets. Barty wist voor het eerst in haar loopbaan het eindejaarstoernooi op haar naam te schrijven, nadat zij een jaar eerder het B-kampioenschap had gewonnen. Het was haar zevende WTA-titel, de vierde van 2019. Zij won US$ 4.420.000 prijzengeld op dit toernooi.
De Nederlandse Kiki Bertens zat op de reservebank. Nadat de Japanse Naomi Osaka een blessure had opgelopen na haar eerste groepswedstrijd, werd Bertens opgeroepen om haar plaats in de rode groep in te nemen. Bertens won haar partij tegen Ashleigh Barty, maar moest in haar laatste groepswedstrijd tegen Belinda Bencic opgeven, wegens een virusziekte.
Dubbelspel
Titelverdedigsters Tímea Babos en Kristina Mladenovic waren het derde reekshoofd. Zij wisten met succes hun titel te verlengen, waarbij zij geen enkele partij verloren. In de finale versloegen zij het als tweede geplaatste duo Hsieh Su-wei en Barbora Strýcová, die in de groepsfase ook al een partij verloren van Gabriela Dabrowski en Xu Yifan. Babos en Mladenovic wonnen hiermee hun negende gezamenlijke titel. De Hongaarse Babos had daarnaast veertien eerdere dubbelspeltitels met andere partners; de Française Mladenovic ook veertien.
De Belgische Elise Mertens en Wit-Russin Aryna Sabalenka waren het eerste reekshoofd – zij wisten de groepsfase niet te ontstijgen.
De Nederlandse Demi Schuurs en Anna-Lena Grönefeld (Duitsland) waren als achtste geplaatst – zij bereikten de halve finale, waarin zij de duimen moesten leggen voor Hsieh Su-wei en Barbora Strýcová.

## Enkelspel
Dit toernooi werd gespeeld van zondag 27 oktober tot en met zondag 3 november 2019, met de groepsfase uitgespreid over zes dagen (27 oktober–1 november), de halve finales op 2 november en de finale op 3 november.
De acht deelneemsters vertegenwoordigden zeven verschillende landen: Australië, Canada, Japan, Oekraïne, Roemenië, Tsjechië (2x) en Zwitserland.

### Deelnemende speelsters
- Ranglijst per 21 oktober 2019.

| Nr. | Speelster         | rang | Groep† | Resultaat    | Verloor van          |
| --- | ----------------- | ---- | ------ | ------------ | -------------------- |
| 1.  | Ashleigh Barty    | 1    | rood   | winnares     | winnares             |
| 2.  | Karolína Plíšková | 2    | paars  | halve finale | Ashleigh Barty       |
| 3.  | Naomi Osaka       | 3    | rood   | groepsfase   | schouderblessure     |
| 4.  | Bianca Andreescu  | 4    | paars  | groepsfase   | Halep, knieblessure  |
| 5.  | Simona Halep      | 5    | paars  | groepsfase   | Svitolina, Plíšková  |
| 6.  | Petra Kvitová     | 6    | rood   | groepsfase   | Osaka, Bencic, Barty |
| 7.  | Belinda Bencic    | 7    | rood   | halve finale | Elina Svitolina      |
| 8.  | Elina Svitolina   | 8    | paars  | finale       | Ashleigh Barty       |
| Alt | Kiki Bertens      | 10   | rood   | groepsfase   | virusziekte          |
| Alt | Sofia Kenin       | 12   | paars  | groepsfase   | Svitolina            |

Drie speelsters namen niet eerder deel aan de WTA Tour Championships c.q.
WTA Finals: Ashleigh Barty (eerder wel in het dubbelspel), Bianca Andreescu en
Belinda Bencic.
Op de reservebank zaten Kiki Bertens en Sofia Kenin. Bertens viel in voor Osaka.
Kenin viel in voor Andreescu.

### Prijzengeld en WTA-punten
| Resultaat                | Prijzengeld      | WTA-punten |
| ------------------------ | ---------------- | ---------- |
| winnares                 | R1 + $ 3.425.000 | R1 + 750   |
| finale                   | R1 + $ 1.100.000 | R1 + 330   |
| halve finale             | R1               | R1         |
| eerste ronde (3/3 zeges) | $ 1.300.000      | 750        |
| eerste ronde (2/3 zeges) | $ 995.000        | 625        |
| eerste ronde (1/3 zege)  | $ 690.000        | 500        |
| eerste ronde (0/3 zeges) | $ 385.000        | 375        |

- R1 = de opbrengst van de eerste ronde (groepswedstrijden).
- Een foutloos parcours had de winnares $ 4.725.000 en 1500
punten opgeleverd.

### Halve finale en finale
|  | halve finale | halve finale      | halve finale    | halve finale | halve finale |                |   | finale         | finale | finale | finale | finale |
|  |              |                   |                 |              |              |                |   |                |        |        |        |        |
|  | 1            | Ashleigh Barty    | 4               | 6            | 6            |                |   |                |        |        |        |        |
|  | 2            | Karolína Plíšková | 6               | 2            | 3            |                |   |                |        |        |        |        |
|  | 2            | Karolína Plíšková | 6               | 2            | 3            |                | 1 | Ashleigh Barty | 6      | 6      |        |        |
|  |              |                   |                 |              |              |                | 1 | Ashleigh Barty | 6      | 6      |        |        |
|  |              | 8                 | Elina Svitolina | 4            | 3            |                |   |                |        |        |        |        |
|  | 7            | 8                 | Elina Svitolina | 4            | 3            | Belinda Bencic | 7 | 3              | 1r     |        |        |        |
|  | 7            |                   |                 |              |              | Belinda Bencic | 7 | 3              | 1r     |        |        |        |
|  | 8            | Elina Svitolina   | 5               | 6            | 4            |                |   |                |        |        |        |        |

| Legenda | Legenda                  |
| ------- | ------------------------ |
| Q       | Qualifier                |
| WC      | Deelname via wildcard    |
| LL      | Lucky Loser              |
| r       | Opgave / trok zich terug |
| w/o     | Walk-over                |
| Alt     | Alternate                |
| SE      | Special Exempt           |
| PR      | Protected Ranking        |
| d       | Diskwalificatie          |

### Groepswedstrijden

#### Rode groep
Resultaten
| wedstrijd          | wedstrijd | wedstrijd          | score            |
| Naomi Osaka (3)    | –         | Petra Kvitová (6)  | 7-61, 4-6, 6-4   |
| Ashleigh Barty (1) | –         | Belinda Bencic (7) | 5-7, 6-1, 6-2    |
| Kiki Bertens (A)   | –         | Ashleigh Barty (1) | 3-6, 6-3, 6-4    |
| Belinda Bencic (7) | –         | Petra Kvitová (6)  | 6-3, 1-6, 6-4    |
| Ashleigh Barty (1) | –         | Petra Kvitová (6)  | 6-4, 6-2         |
| Belinda Bencic (7) | –         | Kiki Bertens (A)   | 7-5, 1-0, opg. § |

Klassement
| nr. | speelster          | partijen w-v | sets w-v | games w-v |
| 1.  | Ashleigh Barty (1) | 2-1          | 5-3      | 42-31     |
| 2.  | Belinda Bencic (7) | 2-1          | 5-3      | 23-30     |
| 3.  | Kiki Bertens (A)   | 1-1          | 2-3      | 15-13     |
| 4.  | Naomi Osaka (3)    | 1-0          | 2-1      | 17-16     |
| 5.  | Petra Kvitová (6)  | 0-3          | 2-6      | 35-42     |

Bij een gelijke stand qua partijen is de uitslag van de onderlinge
wedstrijd beslissend voor de rangorde in het klassement.

#### Paarse groep
Resultaten
| wedstrijd             | wedstrijd | wedstrijd             | score          |
| Elina Svitolina (8)   | –         | Karolína Plíšková (2) | 7-612, 6-4     |
| Simona Halep (5)      | –         | Bianca Andreescu (4)  | 3-6, 7-66, 6-3 |
| Elina Svitolina (8)   | –         | Simona Halep (5)      | 7-5, 6-3       |
| Karolína Plíšková (2) | –         | Bianca Andreescu (4)  | 6-3, opg. §    |
| Elina Svitolina (8)   | –         | Sofia Kenin (A)       | 7-5, 7-610     |
| Karolína Plíšková (2) | –         | Simona Halep (5)      | 6-0, 2-6, 6-4  |

Klassement
| nr. | speelster             | partijen w-v | sets w-v | games w-v |
| 1.  | Elina Svitolina (8)   | 3-0          | 6-0      | 40-29     |
| 2.  | Karolína Plíšková (2) | 2-1          | 4-3      | 24-23     |
| 3.  | Simona Halep (5)      | 1-2          | 3-5      | 34-42     |
| 4.  | Bianca Andreescu (4)  | 0-2          | 1-4      | 15-16     |
| 5.  | Sofia Kenin (A)       | 0-1          | 0-2      | 11-14     |

## Dubbelspel
Groepsfase 27 oktober tot en met 1 november, halve finales op 2 november en de finale op 3 november.

### Deelnemende teams
- Ranglijst per 21 oktober 2019.

| Nr. | Team                                  | rang     | Groep | Resultaat    | Verloren van                                         |
| --- | ------------------------------------- | -------- | ----- | ------------ | ---------------------------------------------------- |
| 1.  | Elise Mertens Aryna Sabalenka         | 3+2=5    | rood  | groepsfase   | Grönefeld/Schuurs Babos/Mladenovic                   |
| 2.  | Hsieh Su-wei Barbora Strýcová         | 4+1=5    | paars | finale       | Tímea Babos Kristina Mladenovic                      |
| 3.  | Tímea Babos Kristina Mladenovic       | 6+5=11   | rood  | winnaressen  | winnaressen                                          |
| 4.  | Gabriela Dabrowski Xu Yifan           | 8+8=16   | paars | groepsfase   | Krejčíková/Siniaková Stosur/Zhang                    |
| 5.  | Chan Hao-ching Latisha Chan           | 11+11=22 | rood  | groepsfase   | Babos/Mladenovic Mertens/Sabalenka Grönefeld/Schuurs |
| 6.  | Barbora Krejčíková Kateřina Siniaková | 14+7=21  | paars | groepsfase   | Hsieh/Strýcová Stosur/Zhang                          |
| 7.  | Samantha Stosur Zhang Shuai           | 15+13=28 | paars | halve finale | Tímea Babos Kristina Mladenovic                      |
| 8.  | Anna-Lena Grönefeld Demi Schuurs      | 10+16=26 | rood  | halve finale | Hsieh Su-wei Barbora Strýcová                        |

### Prijzengeld en WTA-punten
| Resultaat                | Prijzengeld (per team) | WTA- punten |
| ------------------------ | ---------------------- | ----------- |
| winnaressen              | R1 + $ 685.000         | R1 + 750    |
| finale                   | R1 + $ 210.000         | R1 + 330    |
| halve finale             | R1                     | R1          |
| eerste ronde (3/3 zeges) | $ 315.000              | 750         |
| eerste ronde (2/3 zeges) | $ 265.000              | 625         |
| eerste ronde (1/3 zege)  | $ 215.000              | 500         |
| eerste ronde (0/3 zeges) | $ 165.000              | 375         |

- R1 = de opbrengst van de eerste ronde (groeps-
wedstrijden).
- Hun foutloos parcours leverde het winnende koppel
$ 1.000.000 en 1500 punten op.

### Halve finale en finale
|  | halve finale | halve finale                    | halve finale                  | halve finale | halve finale |                                  |   | finale                          | finale | finale | finale | finale |
|  |              |                                 |                               |              |              |                                  |   |                                 |        |        |        |        |
|  | 3            | Tímea Babos Kristina Mladenovic | 1                             | 6            | [10]         |                                  |   |                                 |        |        |        |        |
|  | 7            | Samantha Stosur Zhang Shuai     | 6                             | 4            | [8]          |                                  |   |                                 |        |        |        |        |
|  | 7            | Samantha Stosur Zhang Shuai     | 6                             | 4            | [8]          |                                  | 3 | Tímea Babos Kristina Mladenovic | 6      | 6      |        |        |
|  |              |                                 |                               |              |              |                                  | 3 | Tímea Babos Kristina Mladenovic | 6      | 6      |        |        |
|  |              | 2                               | Hsieh Su-wei Barbora Strýcová | 1            | 3            |                                  |   |                                 |        |        |        |        |
|  | 8            | 2                               | Hsieh Su-wei Barbora Strýcová | 1            | 3            | Anna-Lena Grönefeld Demi Schuurs | 1 | 2                               |        |        |        |        |
|  | 8            |                                 |                               |              |              | Anna-Lena Grönefeld Demi Schuurs | 1 | 2                               |        |        |        |        |
|  | 2            | Hsieh Su-wei Barbora Strýcová   | 6                             | 6            |              |                                  |   |                                 |        |        |        |        |

| Legenda | Legenda                  |
| ------- | ------------------------ |
| Q       | Qualifier                |
| WC      | Deelname via wildcard    |
| LL      | Lucky Loser              |
| r       | Opgave / trok zich terug |
| w/o     | Walk-over                |
| Alt     | Alternate                |
| SE      | Special Exempt           |
| PR      | Protected Ranking        |
| d       | Diskwalificatie          |

### Groepswedstrijden

#### Rode groep
Resultaten
| wedstrijd                            | wedstrijd | wedstrijd                            | score            |
| Tímea Babos Kristina Mladenovic (3)  | –         | Chan Hao-ching Latisha Chan (5)      | 6-2, 5-7, [10-6] |
| Anna-Lena Grönefeld Demi Schuurs (8) | –         | Elise Mertens Aryna Sabalenka (1)    | 7-5, 1-6, [10-7] |
| Elise Mertens Aryna Sabalenka (1)    | –         | Chan Hao-ching Latisha Chan (5)      | 7-65, 6-4        |
| Tímea Babos Kristina Mladenovic (3)  | –         | Anna-Lena Grönefeld Demi Schuurs (8) | 7-5, 6-2         |
| Tímea Babos Kristina Mladenovic (3)  | –         | Elise Mertens Aryna Sabalenka (1)    | 4-6, 6-2, [10-5] |
| Anna-Lena Grönefeld Demi Schuurs (8) | –         | Chan Hao-ching Latisha Chan (5)      | 6-2, 6-4         |

Klassement
| nr. | team                                 | partijen w-v | sets w-v | games w-v |
| 1.  | Tímea Babos Kristina Mladenovic (3)  | 3-0          | 6-2      | 36-24     |
| 2.  | Anna-Lena Grönefeld Demi Schuurs (8) | 2-1          | 4-3      | 28-30     |
| 3.  | Elise Mertens Aryna Sabalenka (1)    | 1-2          | 4-4      | 32-30     |
| 4.  | Chan Hao-ching Latisha Chan (5)      | 0-3          | 1-6      | 25-37     |

#### Paarse groep
Resultaten
| wedstrijd                                 | wedstrijd | wedstrijd                                 | score            |
| Hsieh Su-wei Barbora Strýcová (2)         | –         | Samantha Stosur Zhang Shuai (7)           | 6-4, 4-6, [10-5] |
| Barbora Krejčíková Kateřina Siniaková (6) | –         | Gabriela Dabrowski Xu Yifan (4)           | 6-4, 6-2         |
| Samantha Stosur Zhang Shuai (7)           | –         | Gabriela Dabrowski Xu Yifan (4)           | 4-6, 6-4, [10-5] |
| Hsieh Su-wei Barbora Strýcová (2)         | –         | Barbora Krejčíková Kateřina Siniaková (6) | 6-2, 1-6, [10-5] |
| Samantha Stosur Zhang Shuai (7)           | –         | Barbora Krejčíková Kateřina Siniaková (6) | 6-3, 7-67        |
| Gabriela Dabrowski Xu Yifan (4)           | –         | Hsieh Su-wei Barbora Strýcová (2)         | 2-6, 6-4, [11-9] |

Klassement
| nr. | team                                      | partijen w-v | sets w-v | games w-v |
| 1.  | Hsieh Su-wei Barbora Strýcová (2)         | 2-1          | 5-4      | 29-27     |
| 2.  | Samantha Stosur Zhang Shuai (7)           | 2-1          | 5-3      | 34-30     |
| 3.  | Barbora Krejčíková Kateřina Siniaková (6) | 1-2          | 3-4      | 29-27     |
| 4.  | Gabriela Dabrowski Xu Yifan (4)           | 1-2          | 3-5      | 25-33     |

Bij een gelijke stand qua partijen is de uitslag van de onderlinge
wedstrijd beslissend voor de rangorde in het klassement.